# Chiesa di San Giuseppe Calasanzio (Finale Ligure)
La chiesa di San Giuseppe Calasanzio è un edificio religioso sito a Finalborgo, frazione di Finale Ligure.